# Comuna Manta, Cahul
Manta este o comună din raionul Cahul, Republica Moldova. Cuprinde satele Manta și Pașcani, cât și lacul Manta.

## Demografie
Structură etnică
     moldoveni (97,11%)
     ucraineni (0,35%)
     ruși (0,8%)
     găgăuzi (0,35%)
     bulgari (0,58%)
     români (0,68%)
     evrei (0%)
     polonezi (0%)
     țigani (0%)
     alte etnii / nedeclarată (0,13%)
Conform datelor recensământului din 2004, populația localității este de 3.977 locuitori, dintre care 2.001 (50,31%) bărbați și 1.976 (49,69%) femei. Structura etnică a populației în cadrul localității arată astfel:
- moldoveni — 3.862;
- ucraineni — 14;
- ruși — 32;
- găgăuzi — 14;
- bulgari — 23;
- români — 27;
- altele / nedeclarată — 5.

## Administrație și politică
Componența Consiliului local Manta (13 consilieri), ales la 5 noiembrie 2023, este următoarea:
|  | Partid                                       | Consilieri | Componență | Componență | Componență | Componență | Componență | Componență | Componență | Componență | Componență |
|  | -------------------------------------------- | ---------- | ---------- | ---------- | ---------- | ---------- | ---------- | ---------- | ---------- | ---------- | ---------- |
|  | Partidul Acțiune și Solidaritate             | 9          |            |            |            |            |            |            |            |            |            |
|  | Partidul Socialiștilor din Republica Moldova | 2          |            |            |            |            |            |            |            |            |            |
|  | Partidul Democrat Modern din Moldova         | 2          |            |            |            |            |            |            |            |            |            |